# Ісмаель Крус Кордова
Ісмаель Крус Кордова (англ. Ismael Cruz Córdova; нар. 7 квітня 1987, Агуас-Буенас, Пуерто-Рико, США) — американський актор пуерто-риканського походження.

## Біографія
Ісмаель Крус Кордова народився на острові Пуерто-Рико у 1987 році. У 19 років він перебрався до США, де закінчив школу мистецтв Нью-Йоркського університету. Почав грати в кіно та на телебаченні. Найпомітніші його ролі — у серіалах «Рей Донован», «Берлінська резидентура». У серіалі «Володар перснів: Персні влади» Кордова зіграв Арондіра.

## Фільмографія
| Рік  |   | Українська назва                        | Оригінальна назва                           | Роль            |
| ---- | - | --------------------------------------- | ------------------------------------------- | --------------- |
| 2011 | с | Гарна дружина                           | The Good Wife                               |                 |
| 2012 | с | Вулиця Сезам                            | Sesame Street                               |                 |
| 2016 | с | Рей Донован                             | Ray Donovan                                 |                 |
| 2016 | с | Розлучення                              | Divorce                                     |                 |
| 2016 | ф | Дочка Бога                              | Exposed                                     | Хосе Де Ла Круз |
| 2016 | ф | Біллі Лінн: Довга перерва посеред бою   | Billy Lynn's Long Halftime Walk             |                 |
| 2018 | ф | Марія — королева Шотландії              | Mary Queen of Scots                         |                 |
| 2018 | с | Берлінська резидентура                  | Ray Donovan                                 |                 |
| 2019 | с | Мандалорець                             | The Mandalorian                             | Квін            |
| 2020 | с | Знищення                                | The Undoing                                 | Фернандо Алвес  |
| 2021 | ф | Поселенці                               | Settlers                                    | Джері           |
| 2022 | с | Володар перснів: Персні влади           | The Lord of the Rings: The Rings of Power   | Арондір         |
| 2022 | с | Кабінет курйозів Ґільєрмо дель Торо     | Guillermo del Toro's Cabinet of Curiosities | Френк           |
| 2024 | с | Володар перснів: Персні влади (2 сезон) | The Lord of the Rings: The Rings of Power 2 | Арондір         |
| 2026 | ф | Веріті                                  | Verity                                      | Корі            |